# All Things Bright and Beautiful (hymne)

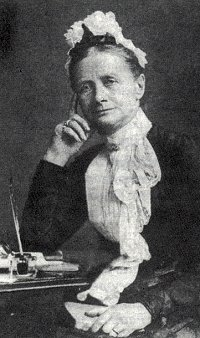
Cecil Frances Alexander, dichteres van de hymne

All Things Bright and Beautiful is een anglicaanse hymne, die ook binnen andere denominaties zekere populariteit geniet. De tekst van de hymne is van de hand van Cecil Frances Alexander en werd voor het eerst gepubliceerd in 1848, in de bundel Hymns for Little Children, die door haar was samengesteld. De oorspronkelijke melodie is van William Henry Monk. Tegenwoordig wordt de hymne ook vaak gezongen op een melodie van John Rutter.

## De tekst
De tekst wordt wel gezien als een nadere uitwerking van de geloofsbelijdenis. Algemeen wordt aangenomen dat Alexander zich bij het schrijven van deze hymne liet inspireren door het gedicht The Rime of the Ancient Mariner van Samuel Taylor Coleridge, en dan met name het gedeelte dat aldus luidt: He prayeth best, who loveth best; All things great and small; For the dear God who loveth us; He made and loveth all. Het lied prijst God als de schepper van alles (inclusief sociale tegenstellingen, zoals uit het tweede couplet blijkt). Typisch voor de laatromantische stijl van de hymne is dat God hier vooral als de schepper van de natuur en al wat leeft wordt bezongen. In die zin wordt het lied ook wel beschouwd als een voor de eredienst gemaakt lofdicht in navolging van William Paleys Natural Theology uit 1802. De hymne werd in 1980 geparodieerd door de Britse komediegroep Monty Python als All Things Dull and Ugly. De tekst van die parodie betoogt dat ook alle saaie en lelijke dingen door God zijn gemaakt.

## Tekst
All things bright and beautiful,
All creatures great and small,
All things wise and wonderful,
The Lord God made them all.
Each little flower that opens,
Each little bird that sings,
He made their glowing colours,
He made their tiny wings.
All things bright ...
The rich man in his castle,
The poor man at his gate,
God made them high and lowly,
And ordered their estate.
All things bright ...
The purple headed mountain,
The river running by,
The sunset and the morning,
That brightens up the sky;−
All things bright ...
The cold wind in the winter,
The pleasant summer sun,
The ripe fruits in the garden,−
He made them every one:
All things bright ...
The tall trees in the greenwood,
The meadows where we play,
The rushes by the water,
We gather every day;−
All things bright ...
He gave us eyes to see them,
And lips that we might tell,
How great is God Almighty,
Who has made all things well.
All things bright ...
(Amen)